# Valanginiano
| Periodo                                                                                     | Epoca                | Piano          | Età (Ma)    |
| ------------------------------------------------------------------------------------------- | -------------------- | -------------- | ----------- |
| Paleogene                                                                                   | Paleocene            | Daniano        | Più recente |
| Cretacico                                                                                   | Cretacico superiore  | Maastrichtiano | 72,2 ±0,2   |
| Cretacico                                                                                   | Cretacico superiore  | Campaniano     | 83,6 ±0,2   |
| Cretacico                                                                                   | Cretacico superiore  | Santoniano     | 85,7 ±0,2   |
| Cretacico                                                                                   | Cretacico superiore  | Coniaciano     | 89,8 ±0,3   |
| Cretacico                                                                                   | Cretacico superiore  | Turoniano      | 93,9 ±0,2   |
| Cretacico                                                                                   | Cretacico superiore  | Cenomaniano    | 100,5 ±0,1  |
| Cretacico                                                                                   | Cretacico inferiore  | Albiano        | 113,2 ±0,3  |
| Cretacico                                                                                   | Cretacico inferiore  | Aptiano        | 121,4 ±0,6  |
| Cretacico                                                                                   | Cretacico inferiore  | Barremiano     | 125,77      |
| Cretacico                                                                                   | Cretacico inferiore  | Hauteriviano   | 132,6 ±0,6  |
| Cretacico                                                                                   | Cretacico inferiore  | Valanginiano   | 137,05 ±0,5 |
| Cretacico                                                                                   | Cretacico inferiore  | Berriasiano    | 143,1 ±0,6  |
| Giurassico                                                                                  | Giurassico superiore | Titoniano      | Più antico  |
| Suddivisione del Cretacico secondo la Commissione internazionale di stratigrafia dell'IUGS. |                      |                |             |

Nella scala dei tempi geologici il Valanginiano rappresenta il secondo dei sei piani o età in cui è suddiviso il Cretacico inferiore, la prima epoca dell'intero periodo Cretacico.
È compreso tra 140,2 ± 3,0 e 133,9 milioni di anni fa (Ma), preceduto dal Berriasiano, il primo piano del periodo Cretacico e seguito dall'Hauteriviano, il terzo piano del Cretacico inferiore.

## Definizioni stratigrafiche e GSSP
Il piano Valanginiano fu introdotto nella letteratura scientifica nel 1853 da Édouard Desor che ne attribuì anche il nome, derivandolo dal villaggio di Valangin, un paese poco a nord di Neuchâtel, in Svizzera.
La base del Valanginiano è data dalla prima comparsa negli orizzonti stratigrafici del calpionellide Calpionellites darderi.
Il limite superiore, nonché base del successivo Hauteriviano, è dato dalla prima comparsa del genere ammonitico Acanthodiscus.

### GSSP
Il GSSP, il profilo stratigrafico di riferimento della Commissione Internazionale di Stratigrafia, non è ancora stato fissato (2010).

### Biozone
Il Valanginiano è spesso suddiviso in due sottopiani, l'inferiore e il superiore. Il Valanginiano superiore inizia alla prima comparsa della specie ammonitica Saynoceras verrucosum e alla grande trasgressione marina Va3.
Nel dominio Tetide, il Valanginiano contiene cinque biozone ammonitiche:
- zona della Criosarasinella furcillata
- zona della Neocomites peregrinus
- zona della Saynoceras verrucosum
- zona della Busnardoites campylotoxus
- zona della Tirnovella pertransiens

## Paleontologia

### †Anchilosauri
| Ankylosauria del Valanginiano | Ankylosauria del Valanginiano | Ankylosauria del Valanginiano | Ankylosauria del Valanginiano | Ankylosauria del Valanginiano |
| Taxa                          | Presenza                      | Localizzazione                | Descrizione                   | Immagine                      |
| ----------------------------- | ----------------------------- | ----------------------------- | ----------------------------- | ----------------------------- |
| - Hylaeosaurus                |                               |                               |                               |                               |

### Uccelli
| Aves del Valanginiano | Aves del Valanginiano | Aves del Valanginiano | Aves del Valanginiano | Aves del Valanginiano |
| Taxa                  | Presenza              | Localizzazione        | Descrizione           | Immagine              |
| --------------------- | --------------------- | --------------------- | --------------------- | --------------------- |
| - Gallornis           |                       |                       |                       |                       |
| - Wyleyia             |                       |                       |                       |                       |

### Crocodilomorfi
| Crocodylomorpha del Valanginiano | Crocodylomorpha del Valanginiano | Crocodylomorpha del Valanginiano | Crocodylomorpha del Valanginiano | Crocodylomorpha del Valanginiano |
| Taxa                             | Presenza                         | Localizzazione                   | Descrizione                      | Immagine                         |
| -------------------------------- | -------------------------------- | -------------------------------- | -------------------------------- | -------------------------------- |
| - Dakosaurus lapparenti          |                                  |                                  |                                  |                                  |
| - Enaliosuchus                   |                                  |                                  |                                  |                                  |
| - Machimosaurus                  |                                  |                                  |                                  |                                  |

### †Ornitopodi
| Ornithopoda del Valanginiano | Ornithopoda del Valanginiano | Ornithopoda del Valanginiano                | Ornithopoda del Valanginiano | Ornithopoda del Valanginiano |
| Taxa                         | Presenza                     | Localizzazione                              | Descrizione | Immagine                     |
| ---------------------------- | ---------------------------- | ------------------------------------------- | --- | ---------------------------- |
| - Fulgurotherium             |                              | Australia.                                  | Potrebbe trattarsi di una chimera, cioè una ricostruzione basata su varie specie di ornitopodi. |                              |
| - Iguanodon                  |                              | Europa, Nord America.                       | |                              |
| - Kangnasaurus               |                              | Provincia del Capo, Sud Africa.             | Considerato un nomen dubium, è classificato come genere simile all'Dryosaurus, cioè un iguanodonte. |                              |
| - Lanzhousaurus              |                              | Lanzhou, Gansu, Cina.                       | Caratterizzato da denti incredibilmenti enormi, tra i più grandi degli erbivori di ogni epoca, il che lo classifica tra gli iguanodonti. La mandibola, lunga più di un metro, indica che la taglia dell'animale doveva essere notevole. |                              |
| - Valdosaurus                |                              | Isola di Wight, Inghilterra; Niger, Africa. | Dryosauridae. |                              |

### †Pterosauri
| Pterosauria del Valanginiano | Pterosauria del Valanginiano | Pterosauria del Valanginiano                                  | Pterosauria del Valanginiano | Pterosauria del Valanginiano |
| Taxa                         | Presenza                     | Localizzazione                                                | Descrizione                  | Immagine                     |
| ---------------------------- | ---------------------------- | ------------------------------------------------------------- | ---------------------------- | ---------------------------- |
| - Lonchodectes               |                              |                                                               |                              |                              |
| - Pterodaustro               |                              | Formazione Lagarcito, Provincia di San Luis, Argentina; Cile. |                              |                              |

### †Sauropodi
| Sauropoda del Valanginiano | Sauropoda del Valanginiano | Sauropoda del Valanginiano | Sauropoda del Valanginiano | Sauropoda del Valanginiano |
| Taxa                       | Presenza                   | Localizzazione             | Descrizione                | Immagine                   |
| -------------------------- | -------------------------- | -------------------------- | -------------------------- | -------------------------- |
| - Algoasaurus              |                            |                            |                            |                            |
| - Xenoposeidon             |                            |                            |                            |                            |

### †Stegosauri
| Stegosauria del Valanginiano | Stegosauria del Valanginiano | Stegosauria del Valanginiano | Stegosauria del Valanginiano | Stegosauria del Valanginiano |
| Taxa                         | Presenza                     | Localizzazione               | Descrizione                  | Immagine                     |
| ---------------------------- | ---------------------------- | ---------------------------- | ---------------------------- | ---------------------------- |
| - Craterosaurus              |                              |                              |                              |                              |
| - Paranthodon                |                              |                              |                              |                              |
| - Wuerhosaurus               |                              |                              |                              |                              |

### †Theropoda (non aves)
| Theropoda del Valanginiano | Theropoda del Valanginiano | Theropoda del Valanginiano | Theropoda del Valanginiano | Theropoda del Valanginiano |
| Taxa                       | Presenza                   | Localizzazione             | Descrizione                | Immagine                   |
| -------------------------- | -------------------------- | -------------------------- | -------------------------- | -------------------------- |
| - "Kinnareemimus"          |                            |                            |                            |                            |
| - Nqwebasaurus             |                            |                            |                            |                            |
| - Phaedrolosaurus          |                            |                            |                            |                            |
| - Xinjiangovenator         |                            |                            |                            |                            |